# Statue du tonnelier alsacien
La statue du tonnelier alsacien est un monument situé à Colmar, dans le département français du Haut-Rhin.

## Localisation
Cette œuvre est située au 19 rue des Têtes à Colmar, au sommet de la maison des têtes.

## Historique
Installée en 1902,, elle fait suite à la mise en place de la Bourse aux Vins de Colmar en 1898 dans ce bâtiment,.

## Architecture
Il s'agit d'une statue en étain, et non en bronze comme cela se faisait à l'époque, construite par Auguste Bartholdi.

## Autres œuvres du sculpteur à Colmar
- Fontaine Roesselmann
- Fontaine Schwendi
- Monument Hirn
- Monument à l'amiral Bruat
- Monument au général Rapp
- Monument à Martin Schongauer
- Les grands Soutiens du monde
- Statue du petit vigneron